# Edzard Zollikofer

Edzard Zollikofer (1949)

Edzard Zollikofer (* 13. März 1906 in Mazatenango; † 23. September 1986 in Zumikon; heimatberechtigt in St. Gallen) war ein Schweizer Agrarwissenschaftler und Hochschullehrer.

## Leben
Edzard Zollikofer war Sohn des Kaufmanns Arnold Edzard Zollikofer und der Klara Bertha, geborene Kleb. Sein Bruder war Lorenz Zollikofer. 1934 heiratete er Frieda Peter, Tochter des Albin Fridolin, Direktor der Molkereischule Rütti in Zollikofen und Professors für Milchwirtschaft.
Edzard Zollikofer besuchte von 1921 bis 1923 die Industrieschule in Zürich und von 1923 bis 1925 die landwirtschaftliche Schule Schwand bei Münsingen. Danach studierte er an der ETH Zürich, wo er 1928 das Diplom als Ingenieur-Agronom erlangte. Er arbeitete von 1929 bis 1930 als Assistent an der Molkereischule Rütti und von 1930 bis 1939 als Experte für die Kontroll- und Versuchskäserei Wald-Dünkel bei Inwil, die vom Zentralverband Schweizerischer Milchproduzenten betrieben wurde. Zollikofer war zudem von 1934 bis 1944 Betriebsassistent an der ETH Zürich und promovierte 1940 zum Doktor der technischen Wissenschaften (Dr. sc. techn.). Ab 1944 hatte er eine ausserordentliche und von 1947 bis 1971 eine ordentliche Professur für Milchwirtschaft am Milchtechnischen Institut der ETH Zürich inne, an dessen Aufbau und Organisation er ab 1934 federführend beteiligt war. Er erhielt 1972 eine Ehrendoktorwürde der Hochschule für Bodenkultur in Wien.
Nebst seiner akademischen Laufbahn war Zollikofer Redaktor der Zeitschrift Schweizerische Milchwirtschaftliche Forschung und Präsident des Schweizerischen Milchwirtschaftlichen Vereins (SMV).

## Werke
- Untersuchungen über die Beziehungen anaerober, sporenbildender Eiweisszersetzer zur Emmentalerkäserei. Eidgenössische Technische Hochschule Zürich, Promotionsarbeit, 1940 (online).